# City of Angels FC
City of Angels FC, é uma agremiação esportiva da cidade de San Fernando Valley, Califórnia. Atualmente disputa a National Premier Soccer League.

## História
Fundado em 19 de dezembro de 2016, a equipe fez a sua estreia na temporada de 2017 da NPSL. A primeira partida oficial do clube foi contra o Deportivo Coras USA no dia 12 de março de 2017, sendo derrotado pelo placar de 6x0.